# Distretto di Thoeng
Il distretto di Thoeng (in thailandese: เทิง) è un distretto (amphoe) della Thailandia, situato nella provincia di Chiang Rai.